# Pseudholophylla lepidoptera
Pseudholophylla lepidoptera är en skalbaggsart som beskrevs av Blackburn 1912. Pseudholophylla lepidoptera ingår i släktet Pseudholophylla och familjen Melolonthidae. Inga underarter finns listade i Catalogue of Life.